# ACARS

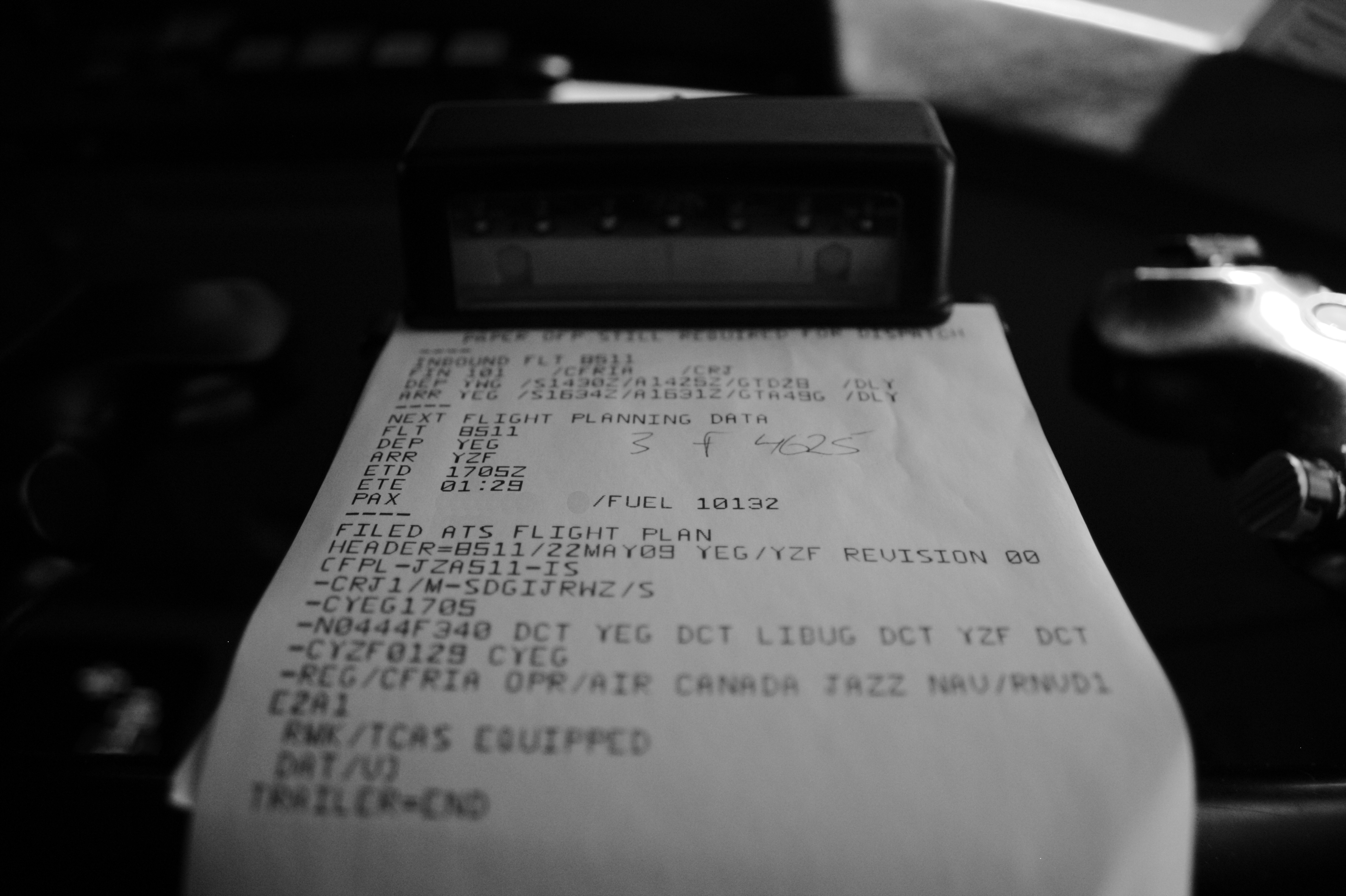
Роздруковане ACARS повідомлення

ACARS ― абревіатура від англ. aircraft communications addressing and reporting system або система бортового обміну даними. Є цифровою канальною системою передачі коротких повідомлень між повітряним судном та наземною станцією в авіадіапазоні радіохвиль або через супутниковий зв'язок. Протокол зв'язку розроблено ARINC та запроваджено у 1978 р. за допомогою формату Телекс. Поступово зусиллями компанії SITA було розбудовано мережу радіостанцій.

## Історія виникнення
До запровадження цифрового зв’язку вся комунікація здійснювалась екіпажем в голосовому режимі через VHF чи HF передавачі. В більшості випадків голосові системи вимагали окремого оператора.
В авіації для пілотів використовується погодинна оплата праці, яка, в свою чергу, залежить від того, знаходиться літак в повітрі чи на землі, а якщо на землі ― то біля виходу чи ні. Екіпажі доповідали про такі події в різних місцях різним операторам. Авіакомпанії прагнули зменшити неточності, пов'язані з голосовою передачею даних, а також помилки (зумисні чи випадкові). Електронна система позбавляла від необхідності оператора для прийняття таких звітів.
З цією метою компанія ARINC представила систему ACARS у липні 1978 р., загалом автоматичну та синхронізовану за часом систему. Конструкція включала в себе давачі сигналів для дверей, гальм і шасі для визначення фази політу та надсилання відповідних звітів. Система набула поширення серед авіакомпаній дещо пізніше ― у 1980-х рр. 
Згодом системи ACARS були інтегровані у цифрові системи авіоніки літаків, FMS та підключені до друку.

## Функціонал
Система складається з бортового обладнання, наземного обладнання та надавача послуг.
Бортова складова ― термінал з маршрутизатором, що обробляє повідомлення з наземної субмережі.
Наземне обладнання становить мережу радіопередавачів, що керовані з головного комп'ютера AFEPS (Arinc Front End Processor System), котрий обробляє та спрямовує повідомлення. Здебільшого, наземні станції відносять до державних організацій типу Federal Aviation Administration, станцій авіакомпаній, або третіх осіб. Переважно державні відповідають за надання дозволів (clearances), в той час як станції АК обробляють призначення виходів, обслуговування рейсів та потреб пасажирів.

## Типи повідомлень ACARS
- Управління повітряного руху[3] для імперативного запиту інформації чи надання диспетчерських дозволів.
- Навігаційний оперативний контроль (Aeronautical operational control)
- Служба обслуговування авіакомпанії

Повідомлення потрібні для зв'язку між базою та літаком. Змістом таких повідомлень можуть бути події OOOI, політні плани, погода, стан обладнання, дані про стикувальні рейси тощо.

### Зразки повідомлень
```
[20111102 041554]
.CANXMCZ 011715
AGM
AN B-2056/FI CZ0328
-  REDISPATCH PLAN FOR CZ328, PLS CONFIRM IF ACPT.
         CHINA SOUTHERN AIRLINES -  DISPATCHER SUMMARY
ETE 0321  FL 381
                   ALL WEIGHTS IN KILOS
ETOW  198 

```

Повідомлення с політним планом:
```
[20111103 084404]
#M1BREQPWI/WQ360.340.320.300:FI.TOMSU.HAB.ARDEL.TD.PIREM.ARLAS.NULAR.TONIN.KANSU.MALSO.TENAS.NOMEX.
KAE.JINBU.KARBU.ENKAS.CHITO.DANSO.SOT.AJUSI.PULUN.INR18.RIVER.INR10.RW33R.NCN05.RONJI/DQ3482B4A

```

### Події OOOI
Основна функція ACARS ― фіксація та звіт про початок політного етапу у вигляді «поза виходом, в повітрі, на землі, при виході» (англ. out of the gate, off the ground, on the ground, and into the gate). Дані події виявляються засобом множини давачів на системах літака. На початку кожної фази ACARS передає на землю повідомлення про тип етапу, час настання, кількість пального на борту, аеропорти виліту та призначення.

### FMS
ACARS інтегровано у FMS, де він виступає в якості системи зв'язку для отримання планів політу та погоди. Дана інтеграція дозволяє актуалізувати політний план просто в повітрі, аналізувати оновлену погоду та стан запасних аеропортів.

### Справність обладнання та обслуговування
ACARS здатен відправляти дані на землю про умови функціонування авіоніки та давачів в режимі реально часу. Помилки в роботі чи інші ситуації в роботі техніки передаються на землю з детальною інформацією. Таким чином, АК має можливість аналізувати та вирішувати проблеми, полегшуючи роботу пілотам.

### Пінги
Автоматичні пінгові повідомлення використовуються для перевірки стану каналу. В разі, якщо відповідь ACARS не отримана у встановлений період часу, земля може напряму пропінгувати літак іншими каналами чи через супутник. Стабільний пінг свідчить про нормальну роботу обладнання.

### Ручні повідомлення
ACARS дозволяє пілотам надсилати та отримувати сервісні повідомлення від наземних станцій (наприклад, погоду чи диспетчерський дозвіл). Кожна АК підлаштовує ACARS під свої потреби.

## Особливості зв'язку
Повідомлення ACARS надсилаються переважно через радіопокриття VHF чи HF, або напряму чи через супутник за допомогою модульованого сигналу з кодуванням MSK. 
В першу чергу використовується УКХ покриття, якщо наземна станція є в межах прямої видимості і на відстані не більше 200 морських миль на високих ешелонах. Якщо покриття УКХ недостатнє або відсутнє, використовується КХ, прямий зв'язок чи супутник. В приполярних зонах супутникове покриття може бути відсутнім.
| Режим    | A                      |
| Борт     | B-18722                |
| Підтв    | NAK                    |
| Block id | 2                      |
| Рейс     | CI5118                 |
| Мітка    | B9                     |
| Повід №  | L05A                   |
| Повідом  | /KLAX.TI2/024KLAXA91A1 |

## Роль ACARS у розслідуванняавіакатастрофтапригод
Після катастрофи Air France Flight 447 у 2009 р., були пропозиції надати ACARS функцію запису та передачі даних в якості альтернативного онлайн-бортового самописця (online-black-box) для запобігання ситуацій втрати основного. Однак жодних змін не було внесено.
У березні 2014 р. повідомлення ACARS та доплерівський аналіз даних супутникового зв'язку ACARS відіграв значну роль у виявленні приблизного розташування Malaysia Airlines Flight 370. Так як первинну систему ACARS було вимкнуто, паралельна Classic Aero працювала до моменту зникнення живлення і намагалась щогодини вийти на зв'язок з супутником Inmarsat.
ACARS на Airbus A320 EgyptAir Flight 804 доповідав наземному персоналу про «нештатну ситуацію» (irregularities) у трьох окремих випадках, котрі мали наслідком аварійні посадки. Через добу літак зазнав катастрофи. Природу нештатної ситуації пояснити так і не змогли, однак на кожен такий запит «земля» відповідала «добром» на продовження політу.

## Поклики
- ARINC [Архівовано 30 травня 2018 у Wayback Machine.], винахідники ACARS
- acarsd [Архівовано 23 жовтня 2018 у Wayback Machine.], ПЗ для декодування ACARS Linux/Windows
- ARINC Standards Document List, перелік та стандарти ARINC